# الكسندر أوشاكوف
الكسندر أوشاكوف (بالروسية: Александр Андреевич Ушаков)‏ هو متسابق بياثل روسي، ولد في 18 يونيو 1948 في Starosmirnovskaya Street ‏ في روسيا.